# Ischionodonta semirubra
Ischionodonta semirubra är en skalbaggsart som först beskrevs av Hermann Burmeister 1865.  Ischionodonta semirubra ingår i släktet Ischionodonta och familjen långhorningar.
Artens utbredningsområde är Uruguay. Inga underarter finns listade i Catalogue of Life.